# エチオピア内戦 (2018年-)
エチオピア内戦（エチオピアないせん）は、2018年から始まった連邦政府（エチオピア政府）と反政府勢力のティグレ人民解放戦線やオロモ解放軍などで構成されるエチオピア連邦統一軍事戦線との間で起こった内戦である。内戦のうち、2020年から始まったティグレ州での戦闘はティグレ紛争と呼ばれている。

## 経緯

### 帝国時代と社会主義時代
エチオピア皇帝でアムハラ人のメネリク2世は、1889年にオロミア州、シダマ州、ソマリ州の地域を占領した。1935年、国際連盟はエチオピアが他民族の領域に侵入し、ソマリ人、ハラリ人、オロモ人、シダマ人、シャンケラ人が奴隷にされ、重税を課されていると報告した。
アファル人のハイレ・セラシエ皇帝時代とその後のメンギスツ・ハイレ・マリアムによる社会主義時代、アファル人、ティグライ人、エリトリア人、ソマリ人、オロモ人が民族差別の被害を受けた。アムハラ文化は帝国時代と社会主義時代で支配的であった。多数のアムハラ人をエチオピア南部に移動させ、政府の行政、裁判所、教会、学校で高い地位に就き、オロモ語がアムハラ語に置き換えられた。

### EPRDF時代
1991年にエチオピア人民革命民主戦線（EPRDF）が社会主義政府を崩壊させた後、エチオピアは1995年に正式な政府が設立されるまで、暫定政府が成立した。EPRDF政権の著名な指導者メレス・ゼナウィは正式政府の首相に任命された。EPRDFは民族連邦主義を実施し、アムハラ人、オロモ人、ソマリ人、および少数民族に対する深刻な民族紛争と迫害をもたらし、ティグレ人の民族主義と支配を強力にした。
メレス政権は2000年以来3回以上にわたって不正選挙を行い、国際社会からは権威主義体制と見なされていた。EPRDF政権はアビィ・アハメド首相が2018年に政権を握った後に、最終的には2019年に繁栄党に移行されて解散した。

### アビィ政権時代
アビィ政権は国の改革を進め、野党からは著名な政治犯を解放した。しかし中央集権的な政治を行った後、民族間の暴力は再浮上し、民族差別はより激しくなった。
2018年にEPRDF内の民族政党が解散した後、エチオピア国内で緊張が高まり、復活した民族系武装組織が軍隊や民間人に対して武力攻撃を行った。
2020年初頭、連邦政府と、当時追放された、27年間、EPRDFを支配していたティグレ人民解放戦線（TPLF）との関係は悪化し、2020年11月にティグレ戦争を引き起こした。これはティグレ紛争と呼ばれる。エチオピア国防軍（ENDF）とエリトリア防衛軍（EDF）がティグレに入り、メケレを占領した。ティグレ防衛軍は2021年半ばにティグレの大部分の支配権を取り戻し、2021年後半にOLAと同盟を結んだ。同盟は、エチオピア連邦統一戦線と呼ばれる7つの小さな反政府勢力との連立を宣言した。
2021年11月5日、ティグレ防衛軍とオロモ解放軍は、他の武装集団や野党グループと協力して、エチオピア連邦統一軍事戦線として、政府に対する同盟を宣言した。同盟には、アファール革命民主統一戦線、アガウ民主運動、ベニシャングル人民解放運動、ガンベラ人民解放軍、グローバルキマント人権正義運動/キマント民主党、シダマ国民解放戦線、ソマリ抵抗運動が含まれている。また、必要に応じてアビィ首相の政府を強制的に解体し、暫定政府を形成することを約束した。

## 州間での衝突

### アファール州・ソマリ州間
2014年、EPRDFの下の連邦政府は、アファール州とソマリ州の2つの州の境界を民族ごとに再編した。その結果、アファール州はソマリ州から3つの町を獲得し、それ以来ソマリ州はそれらを取り戻そうとした。2021年4月の衝突により、約100人の民間人が死亡した。

### オロミア州・ソマリ州間
2016年12月、州間の領土問題を経て、オロモ人を中心としたオロミア州とソマリ人を中心としたソマリ州の衝突が開始された。ソマリ人は主に牧畜民であり、オロモ人は牧畜民であると同時に農民である傾向があった。牧畜民は動物の牧草地を求めて州境を越える傾向があるため、州間の明確な境界を定めることは困難だった。
この衝突は、何年にもわたって、井戸や放牧地などの競争につながり、何万人もの人々がいくつかの紛争で避難を余儀なくされた。2004年、国内最小の行政単位である420以上のケベレに関する国民投票により、その80％がオロミア州に渡され、ソマリ州の少数民族がこれらの地域から避難した。
2018年までに、数百人が死亡し、結果として生じた紛争から20万人が家を追われた。ソマリ州とオロミア州両州の州特別警察は、どちらも残虐行為を犯したとして告発された。

## アムハラ州
2019年1月10〜11日、58人のケマント人がファノ民兵によって殺害された。ENDFは虐殺を止めるために介入することが出来なかった。
2019年6月22日、アムハラ州の平和安全保障局と、アムハラ州の治安部長であるアサミネウ・ツィゲ准将が忠誠を誓う同盟民兵がクーデターを開始した。Se'are Mekonnen（参謀総長）、Gizae Aberra（参謀総長補佐官）、Ambachew Mekonnen（アムハラ州の首席管理者）を含む政治的および軍事的指導者の標的を絞った暗殺から始まった。クーデターは最終的に失敗し、クーデターの開始から36時間後に、アサミネウ・ツィゲがバハルダールの近くで警察に殺害された。
3月18日、アムハラの特殊部隊が市内の主要なモスクの階段で人を殺害した後、アタイエの町で衝突が発生した。これは、オロミア州全体に広がる民族間の衝突から始まり、303人の死者を出した。4月16日、OLA戦闘機がアタイエ市を攻撃した後、衝突が再び始まった。衝突は2日間続き、281人が死亡し、アタイエの4分の1が破壊された。
2021年11月、ティグレ紛争での戦闘はティグレ州の南部からアムハラ州へ移動した。ティグレ防衛軍（TDF）とオロモ解放軍（OLA）によるENDFに対する合同軍事作戦につながり、首都であるアディスアベバを脅かした。
2023年8月、ファノとENDFとの間で戦闘が起こり、アムハラ州には非常事態宣言が発令された。

## オロミア州
2018年9月13日、ブラユの町で、オロモ人、アムハラ人、ガモ人、オメト人、グラゲ人、シルテなどのさまざまな民族間で衝突が発生した。これらの衝突は3日間続き、55人が死亡し、670人が負傷した。
2020年6月29日にアディスアベバのジェランコンドミニアム地域でオロモの歌手ハチャル・フンデッサが殺害された後、オロミア全体で抗議デモと暴動が発生した。アンボの故郷ハチャル・フンデッサでは、83人が暴動で殺された。シャシャメインの町では、数十の建物が破壊され、少なくとも150人が民族暴動と破壊で殺された。
2020年11月2日、OLAであると疑われる約60人の武装グループが発砲する前にGawa Qanqa村の校庭に200人を集め、32人から54人が死亡した。攻撃はアムハラ人を標的にしたと言われている。
2021年3月5日、OLAの疑いのある戦闘機がアド村の教会を攻撃し、29人が死亡した。OLAは、攻撃はFaqadaa Abdiisaaが率いるOLA下部組織によって行われたと言って責任を否定した。
2021年8月18日、OLA系の武装集団によって150人以上が殺害された。そのあと住民も報復として60人以上を殺害した。

## ベニシャングル・グムズ州
ベニシャングル・グムズ州には、グムズ人、ベルタ、シナタ人、マオ人、コモ人、ファダシ人などのさまざまな民族が住んでいる。グムズ人は、ティグレ人で少数民族グループを構成するアムハラ人、オロモ人、ティグレ人、アガウ移民と緊張関係にあり、一部のアムハラグループはメテケルをアムハラに組み入れることを求めている。国内投資家と外国投資家の両方による大規模な土地取得も、グムズ人を追い出すことになった。
グムズ人は、「入植者」と見なされる人々に対して攻撃を仕掛けたブアディンやグムズ解放戦線などの民兵を結成したとされている。2020年12月のメテケル虐殺では、約200人が、主にアムハラ人、オロモ人、シナシャ人がグムズ人の民兵の容疑者によって殺害された。また、2021年4月、正体不明の武装集団がベニシャングル・グムズ州のカマシゾーンにあるセダルウォレダ郡を乗っ取った。
2020年3月、ファノと呼ばれるグループのリーダーであるソロモン・アタナウは、ベニシャングル・グムズ州のメテケルゾーンとウェルカイトとのティグレ州のラヤ郡がアムハラ州の管理下に置かれるまで武装解除しないと述べた。

## 南部諸民族州

### ベンチ・マジ県
2020年10月のSNNPRのベンチ・マジ県のグラフェルダ ウォレダでは、約30人が身元不明の武装集団によって殺害された。犠牲者はアムハラ人だったと言われている。

### ゲデオ県
2018年、南部諸民族州（SNNPR）の主にゲデオ人で構成されるゲデオ県と、オロミア州の主にグジオロモ人で構成されるグジ県の間で衝突が始まった。衝突により、約80万人のゲデオ人が家を追われた。これは、2017年のミャンマーでより公表されたロヒンギャ危機の最盛期に発生したよりも短期間であったが、それよりも多くの人々が避難した。政府は、難民が人道援助へのアクセスを拒否することにより、彼らが自分たちの生活を恐れているにもかかわらず、難民に家に戻るよう圧力をかけた。

### コンソ県
南部諸民族州の以前の県であったセゲン県は、2018年に分割されてコンソ県を形成し、主にコンソの人々が居住し、ブルジ特別郡、ディラシェ特別郡、アマロ特別郡が断続的に暴力が発生している。オロモ人とコンソ人のコミュニティに起因する2020年後半の暴力は、数十人の民間人を殺害し、少なくとも9万人を避難させた。

### シダマ州
シダマ州は以前はSNNPRの一部であり、シダマの人々はその州で最大の民族だった。 2019年7月、シダマ人の自治権の拡大の問題に関する民族間の衝突により、死亡と内部避難が発生した 。2019年のシダマ地域の国民投票での自治権の拡大に賛成票を投じた結果、シダマ県はシダマの10番目の県になった。この地域の他の多くの民族も、民族主体の県を形成するための要求をしている。

### ウォライタ県
ウォライタ県では、2020年8月に治安部隊によって少なくとも17人が死亡した。これは、シダマの人々のためのシダマ県と同じ方法で、ウェライタ人のために別の地域を作るという呼びかけが起きている。

## ティグレ州
ティグレ地方政府は、以前はエチオピア人民革命民主戦線の連合を支配していたティグレ人民解放戦線（TPLF）によって主導されていた。TPLFは、TPLFがCOVID-19のパンデミックの結果として、2020年8月の選挙を2021年半ばに延期するという連邦政府の決定を拒否した。TPLFが、政府はエチオピア憲法に違反したと非難した後、衝突がエスカレートした。
TPLFは独自の州選挙を実施し、州議会で争われたすべての議席を獲得した。2020年11月より前の数か月間、アビィ氏は軍隊をティグレ州に向けて移動させ、軍用貨物機をエリトリアに送った。密室で、彼の顧問と軍の将軍は紛争のメリットについて議論した。反対した人々は解雇されたり、銃を突きつけられて尋問されたり、強制退去させられたりした。
TPLFが先制攻撃と呼んだ、TPLFに忠実な軍隊による北部司令部への攻撃の後、エチオピア国防軍（ENDF）は攻撃を開始し、2020年11月にティグレ州の首都メケレを占領した。ENDFは、隣接するエリトリアからの軍隊によって支援された。最初の戦闘では数百人が死亡した。ティグレ州の大半を奪還されたTPLFは山岳部にこもって抵抗をつづけたが、アディ首相による勝利宣言が出された。だが、2021年6月末、TPLFがメケレを奪還し、ENDFが撤退した。TDFはアディスアベバの近郊まで進軍したが、ENDFに反撃された。2022年11月2日、ENDFとTPLFは和平協定に調印した。

### アムハラ州とティグレ州
ミイラバウィ県西部の多くの地域で、治安は近隣のアムハラ州からの統一された「特殊部隊」によってほとんど維持されており、一部のティグレの町や都市の管理を引き継ぐために公務員もアムハラから到着した。2020年12月18日、アムハラ軍によって盗まれた500頭の乳牛と数百頭の子牛を含む略奪がEEPAによって報告された。
2020年11月23日、 AFP報道機関の記者がティグレ州西部の町フメラを訪れ、ティグレ州西部の征服された部分の管理がアムハラ州の当局者に引き継がれたことを観察した。2021年3月1日の時点で、いくつかの地理的な場所が新しい当局によって改名され、ティグレ人の多くの居住者が中央県に強制送還された。目撃者は、進行中の民族浄化と住民のいない居住地を報告している。
2020年のティグレ州出身の約92人を殺害したフメラ虐殺は、ファノとENDFによるものだった。ティグレ人を殺害した2021年のフメラ虐殺も、ファノとおそらくエリトリアの兵士によるものだった。ファノはまた、アムハラ人とティグレ人の両方の犠牲者を出したマイカドル虐殺に参加したとして非難されているが、アムネスティインターナショナル、エチオピア人権委員会、およびエチオピア人権評議会は、それを地元のティグレ人の若者に責任を帰した。
殺害は2021年まで続き、人々は拷問され、拘束され、テケゼ川に投げ込まれた。イタリアの週刊誌パノラマは、2021年8月にアムハラの兵士がフメラで9人のグループを殺害し、その後彼らの体に火をつけたビデオを公開した。また、ビデオには、アムハラの兵士による男性への拷問と、縛って川に投げ込む準備をしていることが映っている。

## ソマリ州
アビィ・アハメドが首相に就任したことで、過去8年間の間で連邦政府とソマリ州政府の間で摩擦が生じ始めた。2018年7月下旬、アブディ・イリーがソマリ州大統領の特殊部隊にソマリ州の管轄外のエチオピアの州であるディレ・ダワに入るように命じたとき、武装組織の間の緊張は高まった。特殊部隊は、これまで、主にオガデン民族解放戦線との戦いを支援するために2007年に連邦政府によって創設された対反乱軍であり、当時のソマリ州治安部長のアブディ・モハムド・アマーによって指揮されていた。彼は州の治安部長ではなかったが、特殊部隊はそれでも報告し続けた。
「違法行為」に備えて、ENDFは特殊部隊と対峙し、8月4日にジジガに入った。
2021年11月、ソマリ抵抗運動はティグレ人民解放戦線およびUFEFCFと同盟を結んだ。